# La nuova Atlantide
La nuova Atlantide (in inglese New Atlantis) è un racconto utopico incompiuto, scritto da Francesco Bacone nel 1624 e pubblicato postumo nel 1626.

## Trama
Bacone narra di un gruppo di 51 viaggiatori che, partiti dal Perù per andare in Asia, naufragano nell'isola di Bensalem, nei mari del Sud. Il nome stesso dell'isola deriva dalla conflazione dei nomi di Betlemme e Gerusalemme.
Attraverso il racconto in prima persona di uno dei naufraghi, si conosce la cultura e la vita del popolo dell'isola. Cristianizzati grazie ad un'arca contenente una Bibbia inviata direttamente da san Bartolomeo, i bensalemiti vivono in pace fra loro, coltivando la sapienza attraverso i viaggi che alcuni di loro compiono nel mondo civilizzato per carpirne le invenzioni più utili. Sono in grado di parlare più lingue: l'ebraico, il greco, il latino classico, lo spagnolo ma non sembra l'inglese. La famiglia e il matrimonio sono le basi della società di Bensalem.
L'istituzione più importante dell'isola è la Casa di Salomone o Collegio delle Opere dei Sei Giorni, istituita dal re Atlantideo Solamone, il quale diede il nome del re ebraico Salomone alla sua fondazione. In un lontano passato l'isola non era isolata come nel momento dell'arrivo dei naufraghi (1612 circa) e ciò caratterizza il mistero attorno a questa popolazione, la quale "conosce molte cose delle nazioni del mondo ma nessuno conosce loro". Nella "Salomon's House" i bensalemiti si dedicano ad esperimenti scientifici realizzati con il metodo baconiano, per controllare la natura e applicare la conoscenza per migliorare la società.

## Influenza culturale
La nuova Atlantide ha sicuramente influenzato il romanzo Walden Two dello psicologo Burrhus Skinner, il quale era un grande ammiratore del metodo baconiano.

## Edizioni italiane
- La Nuova Atlantide, trad. e premessa di Domenico Marotta, Prefazione di Giovanni Gentile, Terni, Alterocca, 1937, pp.XVI-112.
- La Nuova Atlantide, traduzione di Roberto Bartolozzi, Prefazione di Ernesto Buonaiuti, Collana degli Utopisti, Roma, Colombo Editore, 1944.
- La Nuova Atlantide e altri scritti, a cura di Paolo Rossi, Collana Universale Economica n.183, Milano, Cooperativa del libro popolare, 1954. - in Scritti filosofici, Torino, UTET, 1975-2016; Milano, TEA, 1991-1994; Collana Piccola enciclopedia n.222, Milano, SE, 2013, ISBN 978-88-672-3354-0.
- Saggi. Del progredire della scienza. Nuova Atlantide, traduzione di Clavio Ascari, Milano, Club del Libro, 1965. - Novara, De Agostini, 1966.
- Nuova Atlantide, Introduzione, trad. e cura di Luigi Punzo, Collana Il viaggio n.1, Roma, Delotti Editore, 1988,  p. 104. - Collana Varia, Roma, Bulzoni, 2001, ISBN 978-88-831-9557-0.
- La Nuova Atlantide, trad. e cura di Giovanni Giudice e Renzo Dionigi, Varese, Edizioni Cardano, 1994.
- Nuova Atlantide. Nova Atlantis. New Atlantis, La nuova Atlantide, traduzione di Carlo Carena, Testo italiano, latino e inglese, con la Vita del nobilissimo Autore di William Rawley, Biblioteca dell'utopia, Milano, S. Berlusconi Editore, 1995,  p. 314, ISBN 978-88-044-1705-7. - II ed., Prefazione di Massimo Cacciari, Berlusconi Editore, 1996.
- Nuova Atlantide, traduzione di P. Guglielmoni, Collana Testi a fronte n.54, Milano, Rusconi, 1997,  p. 238, ISBN 978-88-187-0211-8.
- La Nuova Atlantide, a cura di O. Bellini, Collana Classici di filosofia, Roma, Armando, 1998, 2001, ISBN 978-88-714-4795-7.
- Nuova Atlantide, a cura di Giuseppe Schiavone, Collana Classici, Milano, BUR, 2009, ISBN 978-88-170-2907-0.